# Xenortholitha dicaea
Xenortholitha dicaea là một loài bướm đêm trong họ Geometridae.